# Wawrzyniec (biskup kruszwicki)
Wawrzyniec (ur. ?, zm. 1014). Kronika Jana Długosza podaje, że był biskupem kruszwickim w latach 993-1014. Został pochowany w Dźwierzchnie.